# Хосни Мубарак
Хосни Мубарак (арап. حسني مبارك; Кафр-Ел Меселха, 4. мај 1928 — Каиро, 25. фебруар 2020) био је египатски политичар, бивши председник Републике Египат који је био на тој функцији од 14. октобра 1981. године до 11. фебруара 2011. године. Био је пилот бомбардера у египатској војсци. После војне каријере постао је потпредседник Египта. Након убиства Анвара aл Садата 6. октобра 1981. године постао је председник Египта.
Као председник Египта, Хосни Мубарак био је један од најмоћнијих политичара на Блиском истоку. Моћ коју је имао у самом Египту је свеобухватна, тако да га многи сматрају за диктатора. Познат је по својој неутралној позицији у израелско-арапском сукобу и као општеприхваћени преговарач.
Након вишенедељних демонстрација, на којима је према проценама Уједињених нација погинуло више од 300 људи, 2011. године подноси оставку на место председника Египта и заједно са породицом из Каира одлази у Шарм ел Шеик. Његову одлуку подржала је војска и најавила укидање ванредног стања.